# Kiyoshi Oka
Kiyoshi Oka (岡 潔, 19 avril 1901 – 1er mars 1978) est un mathématicien japonais qui accomplit un travail fondamental dans la théorie des fonctions de plusieurs variables complexes. Né à Osaka, il fait ses études à l'université de Kyoto en 1919, se convertissant aux mathématiques en 1923. Oka obtient son diplôme universitaire en 1924.
Il séjourne à Paris pendant trois ans à partir de 1929 puis retourne à l'université de Hiroshima. Il publie des solutions aux premier et second problèmes de Cousin et travaille sur les domaines d'holomorphie durant les années 1936-1940. Ses travaux sont par la suite repris par Henri Cartan et son école, jouant un rôle capital dans le développement de la théorie des faisceaux analytiques cohérents, domaine dans lequel il travaille jusqu'à sa mort.
Il est professeur à l'université pour femmes de Nara de 1949 jusque sa retraite en 1964. Il a reçu de nombreux honneurs au Japon.

## Quelques publications
- Kiyoshi Oka documents recueillis
  - Kiyoshi Oka, Sur les fonctions analytiques de plusieurs variables, Tokyo, Japon, Iwanami Shoten, 1961, 234 p. - Il contient des références bibliographiques.
  - Kiyoshi Oka, Sur les fonctions analytiques de plusieurs variables, Tokyo, Japon, Iwanami, 1983, 246 p. - Nouveaux augmentations édition.
  - (en) Kiyoshi Oka (trad. Traduction anglaise du français par Raghavan Narasimhan (de) ; avec les commentaires de Henri Cartan, Reinhold Remmert et al.), KIYOSHI OKA COLLECTED PAPERS, Kiyoshi Oka, Springer-Verlag, 1984, 223 p. (ISBN 3-540-13240-6)

### Articles publiés
- « Domaines convexes par rapport aux fonctions rationnelles », Journal of Science of the Hiroshima University, vol. 6,‎ 1936, pp. 245-255 (lire en ligne) PDF TeX
- « Domaines d'holomorphie », Journal of Science of the Hiroshima University, vol. 7,‎ 1937, pp. 115-130 (lire en ligne) PDF TeX
- « Deuxième problème de Cousin », Journal of Science of the Hiroshima University, vol. 9,‎ 1939, pp. 7-19 (lire en ligne) PDF TeX
- « Domaines d'holomorphie et domaines rationnellement convexes », Japanese Journal of Mathematics, vol. 17,‎ 1941, pp. 517-521 (lire en ligne) PDF TeX
- « L'intégrale de Cauchy », Japanese Journal of Mathematics, vol. 17,‎ 1941, pp. 523-531 (lire en ligne) PDF TeX
- « Domaines pseudoconvexes », Tôhoku Mathematical Journal, vol. 49,‎ 1942, pp. 15-52 (lire en ligne) PDF TeX
- « Sur quelques notions arithmétiques », Bull. SMF, vol. 78,‎ 1950, pp. 1-27 (lire en ligne) PDF TeX
- « Lemme fondamental », J. Math. Soc. Japan, vol. 3,‎ 1951, pp. 204-214, pp. 259-278 (lire en ligne) PDF TeX
- « Domaines finis sans point critique intérieur », Japanese Journal of Mathematics, vol. 27,‎ 1953, pp. 97-155 (lire en ligne) PDF TeX
- « Une mode nouvelle engendrant les domaines pseudoconvexes », Japanese Journal of Mathematics, vol. 32,‎ 1962, pp. 1-12 (lire en ligne) PDF TeX
- « Note sur les familles de fonctions analytiques multiformes etc. », Journal of Science of the Hiroshima University, vol. Ser.A 4,‎ 1934, pp. 93-98 (lire en ligne) PDF TeX
- « Sur les domaines pseudoconvexes », Proc. Imp. Acad. Tokyo, vol. 17,‎ 1941, pp. 7-10 (lire en ligne) PDF TeX
- « Note sur les fonctions analytiques de plusieurs variables », Kodai Math. Sem. Rep., vol. Nos.5-6,‎ 1949, pp. 15-18 (lire en ligne) PDF TeX